# Philippe Oyhamburu
 (février 2018).
Philippe Oyhamburu, nom de scène de Philippe Doyhamboure, né le 26 juin 1921 à Argelès-Gazost et mort le 19 décembre 2023 à Biarritz, est un danseur, chorégraphe, musicien, chef de chœur, auteur, homme de radio et conférencier basque français qui a œuvré toute sa vie pour faire connaître la culture basque à travers le monde, notamment à la tête des ballets et chœurs Etorki avec lesquels il parcourt le monde pendant plusieurs décennies.
Il a notamment fait une tournée internationale de danse basque avec le groupe Etorki dont la plupart des représentations se sont réalisées en Amérique. Il a également pris la direction de plusieurs groupes artistiques consacrés à ce même pays et a multiplié différents engagements culturels : une émission sur France Bleu pendant plusieurs années ou encore le secrétariat général de la Société d'études basques. 

## Biographie
Philippe Doyhamboure est né d'un père gascon et d'une mère issue de l’aristocratie. À l'âge de 3 ans, en 1924, il immigre en Uruguay à Montevideo où il demeure le temps de son enfance. Il entretient cependant encore des liens familiaux importants avec le Pays basque nord où sa tante Marie et son oncle Augustin, gérant d'hôtel à Hendaye, se trouvent encore.
Dans une interview accordée à la télévision locale TVPI, il confie avoir vu l'arrivée de migrants espagnols venant particulièrement d'Euskadi fuyant la Guerre civile espagnole dès 1936. L'arrivée des Allemands en 1940 près de la côte basque marque, après quelques rencontres d'euskaradun (en basque, personne maitrisant la langue basque), dont Michel d'Arcangues, son engagement pour l'abertzalisme (patriotisme basque) et la cause basque.

### Engagement politique

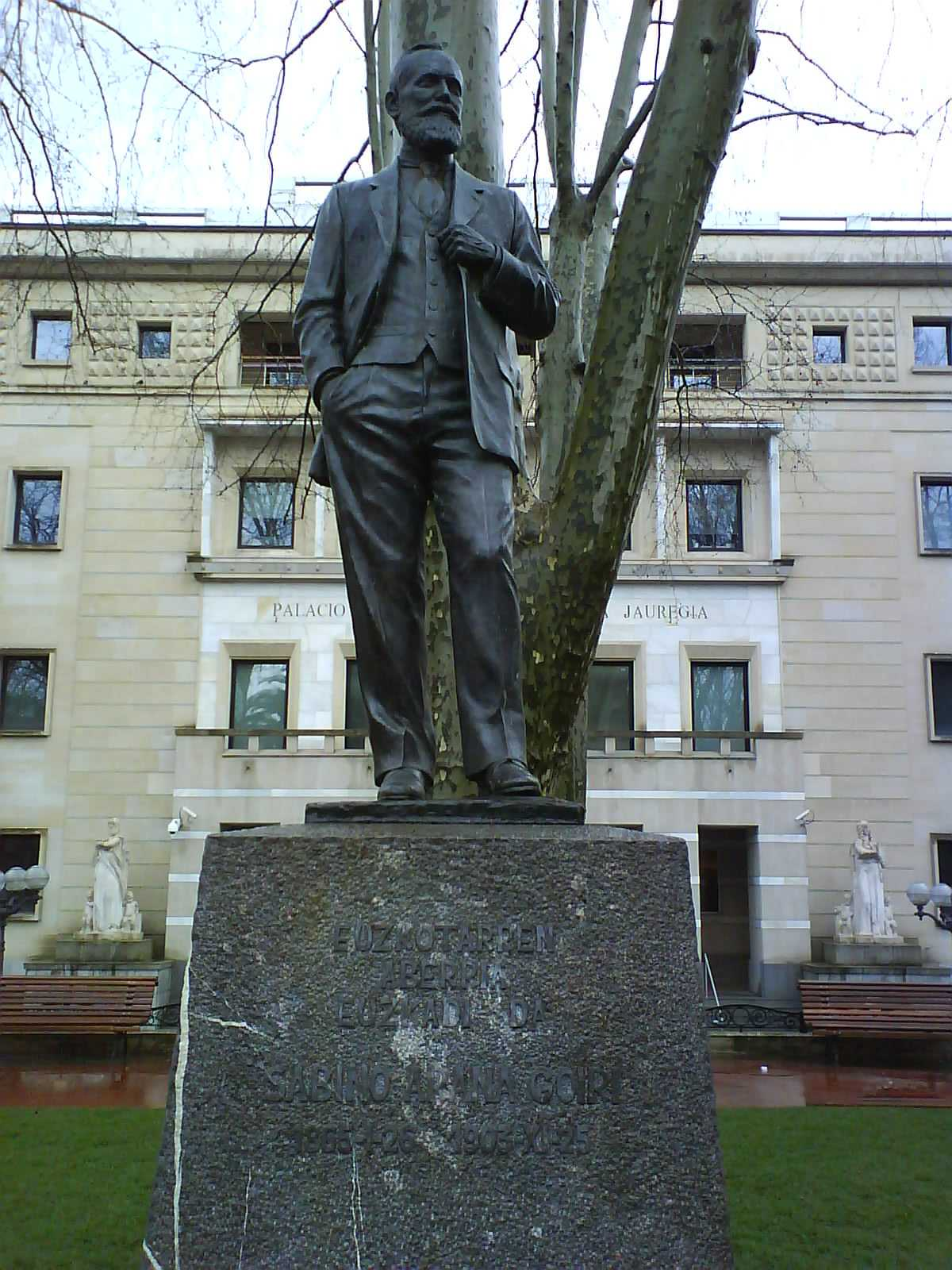
Statue de Sabino Arana Goiri, fondateur du nationalisme basque auquel Philippe Oyhamburu fait référence dans Les néologismes outranciers de l'école sabinienne.

Philippe Oyhamburu s'intéresse à la politique en adhérant en 1956 au Parti communiste et en étant directeur du centre culturel de Vitry-sur-Seine de 1964 à 1966. Il quitte les deux au moment des événements de Prague pour se rapprocher des idées libertaires.
En 1976, il développe ses thèses politiques dans un ouvrage de 334 pages, La revanche de Bakounine ou De l'anarchisme à l'autogestion, qui paraît aux éditions Entente.
Il n'a également jamais caché sa sensibilité au nationalisme basque politique.

### Ambassadeur du Pays basque
Dès les années 1940, Philippe Oyhamburu apprend le basque et ne cesse de se perfectionner au point de publier lui-même en basque et d'enseigner cette langue, notamment à l'université du temps libre de Biarritz et jusqu'à Paris chez des particuliers au cours de nombreux séjours pour faire répéter la phalange parisienne de son groupe.
En 1944, à Paris, à la Mutualité, il donne une conférence sur le nationalisme basque. En 1948, à Biarritz, lors du 7e congrès d'Études basques, qu’il organise, il donne deux conférences : l'une sur la danse basque (qui est publiée la même année dans la revue Eusko-Jakintza, volume 2, n° 4-5, p. 557-562 et rééditée dans VIIème Congrès d'Études Basques, Eusko Ikaskuntza, 2003, p. 893-895), l'autre intitulée « Les Néologismes outranciers de l'école sabinienne ». À la fin des années 1940, Philippe Oyhamburu est secrétaire de la Société d'études basques.
Au début des années 1980, il fait publier deux ouvrages : L'irréductible phénomène basque (éditions Entente, collection Minorités, 1980) et L'esthétique dans la danse basque (éditions Lauburu, 1981). Les dix années suivantes le voient occupé à la rédaction de Euskal deituren hiztegia, Dictionnaire des patronymes basques paru en 1991 aux éditions Hitzak.
Tout au long de sa carrière artistique, Philippe Oyhamburu présente les spectacles donnés sous sa direction.

## Carrière artistique: musicien, danseur, chorégraphe et chef de chœur

### Début avecOldarrapuisEtorki

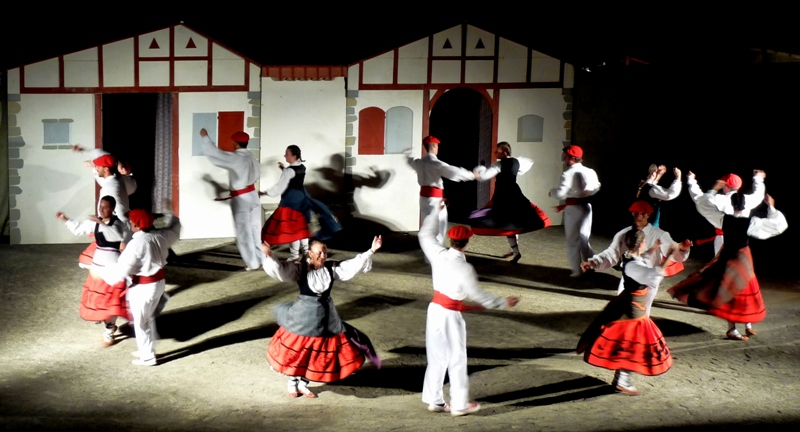
Illustration de danse basque à Bidart.

Philippe Oyhamburu apprend les danses basques en 1942 avec Don Segundo de Olaeta, maître de danse biscayen, chorégraphe et musicien, alors réfugié à Biarritz. Il commence sa carrière comme accordéoniste, danseur puis metteur en scène du groupe Olaeta qui devient Oldarra en 1945. Il est ensuite professeur de danse du groupe des étudiants basques de Paris de 1943 à 1944. Puis il est directeur artistique et chef des chœurs des ballets basques de Biarritz Oldarra de 1945 à 1953.
Il poursuit sa carrière à la tête des ballets et chœurs Etorki, deuxième compagnie professionnelle dans l'histoire du Pays basque (après l'ensemble Eresoinka) de 1954 à 1984. Dès ses débuts, au théâtre des Champs-Élysées, Etorki recueille les éloges de la presse parisienne, puis internationale.
En tout, plus de 1 500 personnes auront fait partie de l'un ou l'autre groupe dirigé par Philippe Oyhamburu au cours des 63 années qu'aura duré sa carrière de professeur de danse, de chorégraphe et de directeur artistique de troupes de danse et de chœurs basques. Une particularité de ses chœurs et un facteur de leur succès est que Philippe Oyhamburu les fait toujours chanter par cœur et demeure inflexible sur cette condition. Cet impératif nécessite une préparation de plusieurs mois à chaque nouveau choriste pour intégrer le chœur pour les concerts mais donne au chef de chœur toute liberté pour exprimer les nuances et subtilités d'interprétation voulues, tous les regards et toute l'attention des choristes étant fixés sur lui. L'avantage de cet impératif est aussi scénique.

### Consécration par la tournée internationale d'Etorki
Dès lors, Etorki se produit dans 4 continents, 31 pays et 28 capitales, sur des scènes aussi prestigieuses que le Palais de Chaillot, le Concertgebouw d'Amsterdam, le Sadler's Wells de Londres, le Bolchoi de Moscou, le Coliseo de Buenos-Aires ou le Bellas Artes de Mexico. Ce sont ensuite les chœurs Oyhamburu (1991-1998) puis les chœurs Etorburu (1999-2008). Les chœurs Oyhamburu se produisent jusqu'à Tbilissi et Saint-Pétersbourg. Les chœurs Etorburu se produisent jusqu'au Québec, en Géorgie et à New York.
En 1972, la tournée d'Etorki en Afrique du Sud commence par 53 représentations en 60 jours entre janvier et mars. D'Afrique du Sud, la troupe s'envole directement pour l'Amérique du Sud puis l'Amérique centrale pour terminer en novembre et décembre 1972 en Amérique du Nord (Californie, Névada, Idaho). Après un an d'absence et 16 pays traversés sur trois continents, la troupe rentre en Europe sur le célèbre paquebot France en échange de deux spectacles.
En dehors du Pays basque et de la France, Philippe Oyhamburu se produit avec l'un ou l'autre groupe, dans les pays suivants :
Algérie en 1951 ; Allemagne (RFA - RDA) en 1945, 1951, 1955, 1959, 1961 et 1963 ; Argentine en 1972 ; Belgique en 1945, 1947, 1949, 1952, 1954, 1955, 1956, 1958, 1959, 1969 et 1978 ; Bolivie en 1972 ; Brésil en 1972 ; Canada en 1981 et 2002 ; Chili en 1972 ; Colombie en 1972 ; Costa Rica en 1972 ; Danemark en 1949 ; El Salvador en 1972 ; Équateur en 1972 ; Espagne : Madrid en 1949, Catalogne en 1948, 1976 et 1977 ; Géorgie en 1992 et 2000 ; Grande-Bretagne en 1954 et 1969 ; Grèce en 1966 et 1971 ; Guatemala en 1972 ; Hollande en 1955, 1978 et 2007 ; Honduras en 1972 ; Iran en 1977 ; Irlande en 1954 ; Italie en 1951, 1966 et 2004 ; Liban en 1966 ; Mexique en 1972 ; Nicaragua en 1972 ; Pérou en 1972 ; République Sud-Africaine en 1972 ; Russie en 1957 et 1996 ; Suède en 1949 ; Suisse en 1948, 1950 et 1955 ; Tunisie en 1967 et 1969 ; Turquie en 1966 ; Uruguay en 1972 ; USA en 1981, 1993, 1998 et 2002 ; Venezuela en 1977 ; Ex-Yougoslavie en 1952, 1965 et 1966

### Historique de sa carrière
La carrière de Philippe Oyhamburu se décompose en 4 périodes :
- 1943-1953 : professeur de danse du groupe Errepika (à Paris) qui devient Gernika puis directeur artistique du groupe Olaeta (à Biarritz) qui devient Oldarra ;
  - 1943 - 1944 : professeur de danse de Errepika (qui en 1944 prend le nom de Gernika[9] ; aujourd'hui Gernika est un chœur mixte dirigé par Didier Verdeil),
  - 1945 : direction artistique de Olaeta (qui la même année prend le nom de Oldarra[10]),
  - 1945 - 1953 : direction artistique de Oldarra (qui sera ensuite dirigé successivement par René Sarramaigna, José de Etxabe, Juan Eraso et, depuis 1972, par Iñaki Urtizberea ; à partir de 1963 Oldarra sera un chœur d'hommes),

- 1954-1990 : création et direction du groupe Etorki et des ex-Olaeta-Oldarra-Etorki ;
  - 1954 - 1984 : création et direction artistique de Etorki, compagnie professionnelle,
  - 1985 - 1989 : prestations sans nom officiel,
  - 1988 - 1990 : direction artistique des ex-Olaeta-Oldarra-Etorki,

- 1990-2008 : création et direction des chœurs Oyhamburu puis des chœurs Etorburu dont les spectacles incluront à l'occasion de la danse ;
  - 1990 - 1998 : création et direction des chœurs Oyhamburu (la section biarrote de Oyhamburu prendra en 1998 le nom de Itsasoa et sera dirigée d'abord par Michel Jacoberger et, depuis 2002, par Frédéric Sorhaïtz ; la section parisienne de Oyhamburu sera dirigée par Jean-Marie Guezala qui lui donnera le nom de Hegoa aujourd'hui dirigé par Renaud Marin La Meulée),
  - 1999 - 2008 : création et direction des chœurs Etorburu,
- 2011 - 2012 : tournée du spectacle Oroitzen naiz..., une coproduction du Malandain Ballet Biarritz, où Philippe Oyhamburu (à 90 ans) se produit avec Jean Nesprias et Koldo Zabala. Le 9 décembre 2011, la ville de Bayonne leur remet le prix d'honneur dans la catégorie culture basque.

## Autres activités reconnues

### Auteur
Philippe Oyhamburu est l'auteur de plusieurs ouvrages et articles au nombre de treize, parmi lesquels, dans l'ordre chronologique :
- 1948 : Quelques mots sur les danses basques, article paru en 1948 dans la revue Eusko-Jakintza, volume 2, n° 4-5, p. 557-562 ; réédité dans VIIème Congrès d'Études Basques, Eusko Ikaskuntza, 2003, p. 893-895,  (ISBN 84-8419-916-9) ; disponible sur internet[6]
- 1975 : La revanche de Bakounine ou De l'anarchisme à l'autogestion, aux éditions Entente, 334 pages
- 1977 : La revancha de Bakunin, aux éditions Campo Abierto, Madrid (version en espagnol de l'ouvrage paru deux ans plus tôt)
- 1980 : L'irréductible phénomène basque, aux éditions Entente, collection Minorités,  (ISBN 2-7266-0048-4), ISSN 0338-8611, 160 pages
- 1981 : L'esthétique dans la danse basque, aux éditions Lauburu
- 1991 : Euskal deituren hiztegia, Dictionnaire des patronymes basques, aux éditions Hitzak, 3 tomes, 3272 pages,  (ISBN 2908132028, 2908132036 et 2908132044)
- 1994 : De Biarritz à Tbilissi en passant par Bogota, Chroniques des années saltimbanques, 1942-1994, édité à compte d'auteur, 353 pages
- 1996 : Biarritz, Promenade océane (photographies d'Éric Chauché, textes de Philippe Oyhamburu), aux éditions du Casino de Biarritz, 110 pages
- 1998 : Euskadi, pays des Basques (photographies d'Éric Chauché, textes de Philippe Oyhamburu), aux éditions Umea
- 2001 : Dialogue avec mon journal, Un jeune séparatiste basque dans le Paris de l'Occupation, aux éditions Atlantica,  (ISBN 2-84394-283-7), 412 pages
- 2008 : De Tbilissi à Getaria, en passant par New York, Suite (1995-2007) des Chroniques saltimbanques (1942-1994), édité à compte d'auteur, 206 pages
- 2011 : Dictons Sagesses et Proverbes basques, aux éditions De Borée,  (ISBN 978-2-8129-0250-5), 223 pages
- 2011 : L'Euskara, la langue basque, aux éditions De Borée,  (ISBN 978-2-8129-0251-2), 166 pages

### Mélodiste et homme de radio
Philippe Oyhamburu est le compositeur de Haize hegoa, sur des paroles de Telesforo Monzón. Parallèlement à ses activités artistiques, Philippe Oyhamburu est un homme de radio, soit comme réalisateur soit comme producteur, successivement à la Radio d'Outre-Mer (où Pierre Schaeffer, son créateur, le fait entrer), à Radio-France Internationale, à France-Culture, à Radio-Adour Navarre (lancé par Alexandre de la Cerda), à Radio-France Pays Basque (où il anime pendant plusieurs années une émission quotidienne en basque) et en 2009 et 2010, à France Bleu Pays Basque (101.3) où il donne des notions de langue basque dans une émission quotidienne diffusée deux fois par jour.

### Acteur
Philippe Oyhamburu joue le rôle de Ramuntxo dans le film Les Conquérants de Xabi Molia, comédie française de 2013.

## Reconnaissance

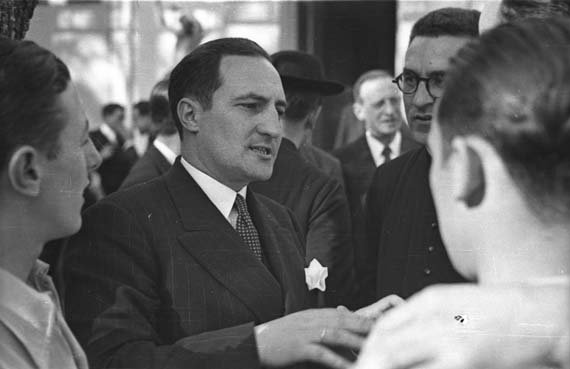
Photographie de José Antonio Aguirre, rendant hommage au travail d'Oldarra dont fait partie Philippe Oyhamburu.

### Distinctions
- En 2011, Philippe Oyhamburu reçoit le prix d'honneur de la ville de Bayonne, dans la catégorie Culture basque, en compagnie de Jean Nesprias et Koldo Zabala pour le spectacle Oroitzen naiz... coproduit par les Ballets Malandin de Biarritz

### Hommages
- Telesforo de Monzon-Olaso (1904-1981), ministre de l’intérieur du premier gouvernement autonome basque présidé par José Antonio Aguirre : « J'aime l'esprit d'Oldarra aussi beau que fort et modeste » (correspondance personnelle de 1948)[11].
- Pierre Narbaitz (1910-1984), historien du Pays basque : « Vous avez montré à nos jeunes ce qui leur manquait le plus : l'idée qu'ils étaient en mesure de réaliser quelque chose sans demander l'aumône à personne, pour se divertir entre eux » (correspondance personnelle de 1953)[12].

### Décoration
- Chevalier de l'ordre des Arts et des Lettres (18 juin 1998)

## Citations
- À la question du secret de son éternelle jeunesse, Philippe Oyhamburu répond :

« Il faut vouloir vivre, j'entends par là non seulement exister, mais vivre, c'est-à-dire avoir envie de choses, des choses et, tout d'abord, savoir sortir de soi-même pour s'intéresser au monde, aux gens, essayer de les comprendre et d'apprendre, toujours apprendre... Pour rester jeune, il faut construire, toujours recommencer à construire, même si certains s'acharnent à détruire, autant par bêtise que par méchanceté, ce que vous avez construit. Et, je l'ai déjà dit, il faut se mettre à apprendre, et c'est encore une façon de rester vivant que de découvrir lucidement ce qu'on ne sait pas, ou que l'on ne sait pas assez bien... J'oublie aussi, dans ce catalogue des recettes, la soif de découvrir le monde et la diversité extraordinaire de ses cultures et de ses habitants... Je dirai pour terminer ces conseils de bonheur et de longévité qu'il faut savoir regarder en arrière, certes - et c'est également une grande richesse que d'avoir bien rempli son passé - mais qu'il faut aussi vivre le présent et regarder vers l'avenir et d'y avoir des projets, plein de projets ». (Discours prononcé par Philippe Oyhamburu à l'occasion de ses 80 ans)
- À propos de sa carrière, Philippe Oyhamburu explique :

« Je souligne que je ne luttais pas que sur le plan artistique, mais également pour que nous ayons gîte et couverts dignes de travailleurs, car les artistes, surtout quand il s'agissait de mes troupes présentant des spectacles fatigants, sont aussi des travailleurs ».
- À propos de l'art choral et chorégraphique basque, il écrit :

« J'enrage de voir tant de folklores dansés ou chantés de Russie, de Bali, du Cameroun ou d'ailleurs faire bouger les foules, ce qui m'enchante, mais je me mords les doigts en revanche que l'on ignore encore que nos danses et notre chant choral sont parmi les meilleurs du monde ; de surcroît, présentés plus souvent « urbi et orbi », ils contribueraient à une gloire authentique d'Euskadi».
- À propos de l'euskara (la langue basque), il fait l'exhortation suivante :

« Vous qui chantez dans notre langue, elle va de pair avec vos mélodies, aidez-la à vivre, aidez ceux qui travaillent à la faire vivre, ne soyons pas « déguisés » en Basques profitant d'une culture que nous ne servirions pas, mais soyons partie prenante de ce combat terrible du pot de terre - l'euskara - contre le pot de fer - le castillan ou le français - et si nous sauvons notre parler antique (mais ô combien riche, raffiné même, on le découvre à travers ses dialectes populaires ou sa littérature élaborée de plus en plus abondante), si nous l'employons de plus en plus, cela ne nous empêchera pas de lire et d'apprécier Cervantes, Shakespeare, Hugo, Tolstoï, Hemingway ou Muriel Barbery ».

## Discographie
- Année : n.c. ; Titre : Danses et Chants du Pays Basque ; Face 1 : Chorale basque Oldarra (direction : Philippe Oyhamburu) ; Référence : LDY-M-4029 ; Plages de la face 1 : 7 ; Face 2 : Oldarra et Begiraleak dans la Messe des Corsaires de Urteaga
- Année : 1955 ; Titre : Les Ballets Basques Etorki ; Direction : Philippe Oyhamburu ; Éditeur : Ducretet Thomson ; Référence : 250 C 119 ; Support : Disque 33 tours ; Plages : 14
- Année : 1955 ; Titre : Etorki, ballets et chœurs basques ; Direction : Philippe Oyhamburu ; Éditeur : Ducretet Thomson ; Référence : 270 C 051 (A-1) ; Support : Disque 33 tours, 25 cm ; Plages : 14
- Année : 1959 ; Titre : Le Pays Basque : Saint-Jean-de-Luz en fête ; Face A : Harmonie municipale de Saint-Jean-de-Luz ; Face B : Les Ballets et Chœurs basques Etorki (direction : Philippe Oyhamburu) ;  Enregistrement Pathé ; Disques Sonopresse ; Gérard Tournier ; Collection : Folklore régional ; Référence : n° 34.504 ; Plages de la face B : 6
- Année : 1962 ; Titre : Chœurs et ballets basques Etorki ; Direction : Philippe Oyhamburu ; Éditeur : Le Chant du Monde ; Référence : LD-S-4216 ; Support : Disque 33 tours ; Plages : 14 ; Durée : 36 min ; Réédité sous le titre Chants et danses du Pays-Basque avec la référence LDX 74382
- Année : n.c. ; Titre : En passant par le Pays Basque ; Face 1 : Les txistulari du groupe Begiraleak ; Face 2 : Les ballets et chœurs basques Etorki (direction : Philippe Oyhamburu) ; Éditeur : Ducretet Thomson ; Collection : Folklore de France ; Référence : DUX 40.477 ; Support : Disque 33 tours ; Plages de la face 2 : 8
- Année : 1971 ; Titre : Le Pays Basque : légendes, musiques, chants, danses ; Face 1 : La Chanson de Roland (racontée par Marion Game) ; Face 2 : Les Ballets et Chœurs basques Etorki (direction : Philippe Oyhamburu) ; Productions et Éditions Sonores ; Collection : Souvenir de nos provinces ; Distribution : Pathe Marconi ; EMI ; Référence : 2C062.11.575 ; Support : Disque 33 tours ; Plages de la face 2 : 8
- Année : 1979 ; Titre : Etorki : dantza eta kantu batasuna ; Artistes : Les Ballets et Chœurs basques Etorki ; Direction : Philippe Oyhamburu ; Éditeur : Elkar ; Support : Disque 33 tours ; Référence : ELK-39 ; Plages : 14
- Année : 1984 ; Titre : Etorki : dantza eta kantu batasuna ; Artistes : Les Ballets et Chœurs basques Etorki ; Direction : Philippe Oyhamburu ; Éditeur : Elkar ; Référence : ELK-92 ; Support : Disque 33 tours ; Plages : 9
- Année : 2001 ; Titre : Etorki, ballets et chœurs basques ; Direction : Philippe Oyhamburu ; Éditeur : Oro Music ; Référence : KD-608 ; Support : CD (compilation de deux disques 33 tours, l'un de 1979, l'autre de 1984) ; Plages : 14 ; Durée : 44 min
- Année : n.c. ; Titre : Chœurs Oyhamburu de Biarritz ; Direction : Philippe Oyhamburu ; Éditeur : Covadia ; Référence : Covadia 165019-2 ; Distribution : MSI Distribution ; Support : CD ; Plages : 26 ; Durée : 73 min
- Année : 2003 ; Titre : Chœurs basques Etorburu ; Direction : Philippe Oyhamburu ; Éditeur : Agorila ; Référence : AG CD 370 - Code AG 960 ; Support : CD ; Plages : 22 ; Durée : 71 min ; Enregistrement public
- Année : 2006 ; Titre : Chœurs basques Etorburu ; Direction : Philippe Oyhamburu ; Éditeur : Agorila ; Référence : AG CD 478 - Code AG 960 ; Support : CD ; Plages : 19 ; Enregistrement public